# Masă inertă
Masa inertă este mărimea fizică, ce apare în legea a II-a al lui Newton, ca factor de proporționalitate dintre forță și accelerație.Masa inertă este o măsură a inerției corpurilor și este principala mărime ce exprimă cantitatea de substanță.Unitatea de măsură în SI pentru masa inertă este kilogramul.